# Maude Karlén
Maude Karlén, född 25 november 1932 i Stockholm, är en före detta svensk gymnast.
Hon blev olympisk silvermedaljör i Melbourne 1956.